# Devon Bond
Devon Bond (ur. 4 kwietnia 1988 w Georgetown) – gujański lekkoatleta, skoczek wzwyż i trójskoczek.

## Osiągnięcia
| Rok  | Impreza                               | Miejsce  | Konkurencja | Lokata     | Wynik |
| ---- | ------------------------------------- | -------- | ----------- | ---------- | ----- |
| 2010 | Igrzyska Ameryki Środkowej i Karaibów | Mayagüez | trójskok    | 7. miejsce | 15,82 |

Finalista mistrzostw NCAA. 

## Rekordy życiowe
- Skok wzwyż (stadion) – 2,14 (2009)
- Skok wzwyż (hala) – 2,14 (2009) rekord Gujany
- Trójskok – 16,34 (2012) do 2016 rekord Gujany
- Trójskok (hala) – 15,99 (2010) rekord Gujany